# Muncie (Indiana)
Muncie je město v okresu Delaware County ve státě Indiana ve Spojených státech amerických. Nachází se asi 80 kilometrů severovýchodně od Indianapolis, nejlidnatějšího města ve státě. Muncie je správním městem okresu Delaware a dvanáctým nejlidnatějším městem ve státě. 
S celkovou rozlohou 71 km² byla hustota zalidnění 919 obyvatel na km². K roku 2020 zde žilo 65 194 obyvatel. Založeno bylo v roce 1827. 